# キャシー・アイアランド
キャシー・アイアランド（Kathy Ireland）ことキャサリン・マリー・アイアランド（Katherine Marie Ireland 1963年3月8日 - ）はスーパーモデル・女優・作家。フィットネス番組『ボディー・シェイピング』のホストでも知られている。

## 来歴
カリフォルニア州グレンデール出身。17歳でモデル・エージェントにスカウトされ、高校卒業時にはモデルとして活躍していた。
セルフヘルプブック「あなたの人生を変える8つのレッスン」の著書もある。
また過去にプロ・チョイス運動家として活動していたが、医師である夫の影響でプロ・ライフ派に転身。政治トークショー「ポリティカリー・インコレクト」に出演し、話題を呼んでいる。

## 出演
| 公開年 | 邦題 原題                                       | 役名                     | 備考                              |
| ------ | ----------------------------------------------- | ------------------------ | --------------------------------- |
| 1988   | エイリアン from L.A. Alien from L.A.            | ワンダ                   |                                   |
| 1988   | 地底帝国の謎 Journey to the Center of the Earth | ワンダ                   |                                   |
| 1990   | ビーチバレーに賭けた夏 Side Out                 | マリー                   |                                   |
| 1990   | MR.デスティニー Mr. Destiny                     | ジーナ                   |                                   |
| 1991   | スーパー・タッチダウン Necessary Roughness      | ルーシー                 |                                   |
| 1992   | スペース・エイド Mom and Dad Save the World     |                          |                                   |
| 1993   | ローデッド・ウェポン1 oaded Weapon 1            | デスティニー             |                                   |
| 1993   | 夢で逢えたら Amore!                             | テイラー・クリストファー |                                   |
| 1994   | メルローズ・プレイス Melrose Place              | ブリタニー               | テレビシリーズ、4エピソードに出演 |
| 1996   | 騙す女 Miami Hustle                             | マーシャ                 | テレビ映画                        |

## 参照
1. ↑  “Kathy Ireland – Profile”. E! Online.  オリジナルの2008年4月23日時点におけるアーカイブ。 2012年9月2日閲覧。